# Hereford
Hereford é uma cidade e paróquia civil de Inglaterra, na região das Midlands Ocidentais, junto da fronteira com o País de Gales e do rio Wye. É a sede do condado de Herefordshire, com uma população de cerca de 60800 habitantes, o que a torna na maior localidade do condado.
O nome Hereford tem origem na língua anglo-saxónica, e divide-se em Here (exército ou grupo de soldados) e ford (termo romano que se refere a uma zona de um rio, que os soldados podiam atravessar, em grupo).